# VeluweFM
VeluweFM is een lokaal radiostation in Nederland, met uitzendingen gericht op de gemeenten Putten en Ermelo en Harderwijk. Het station zendt uit via drie etherfrequenties (105, 106,1 en 107,7 MHz), via diverse glasvezel providers en via de website.

## Historie
Veluwe FM is opgestart in 1994, als toenmalige piraat onder de naam Radio Putten. In 1998 verkreeg het radiostation een zendvergunning voor de gemeente Putten en mocht het station gaan uitzenden op de 106,1 MHz (FM). In 2002 werd Radio Putten benaderd door de gemeente Ermelo voor radio-uitzendingen in deze gemeente. Snel volgde er een tweede frequentie (105,0 MHz) en werd de naam gewijzigd in Veluwe FM. Sinds 2020 zijn Harderwijk FM en VeluweFM gefuseerd naar één regiozender met als naam: VeluweFM.